# タイポグラフィ

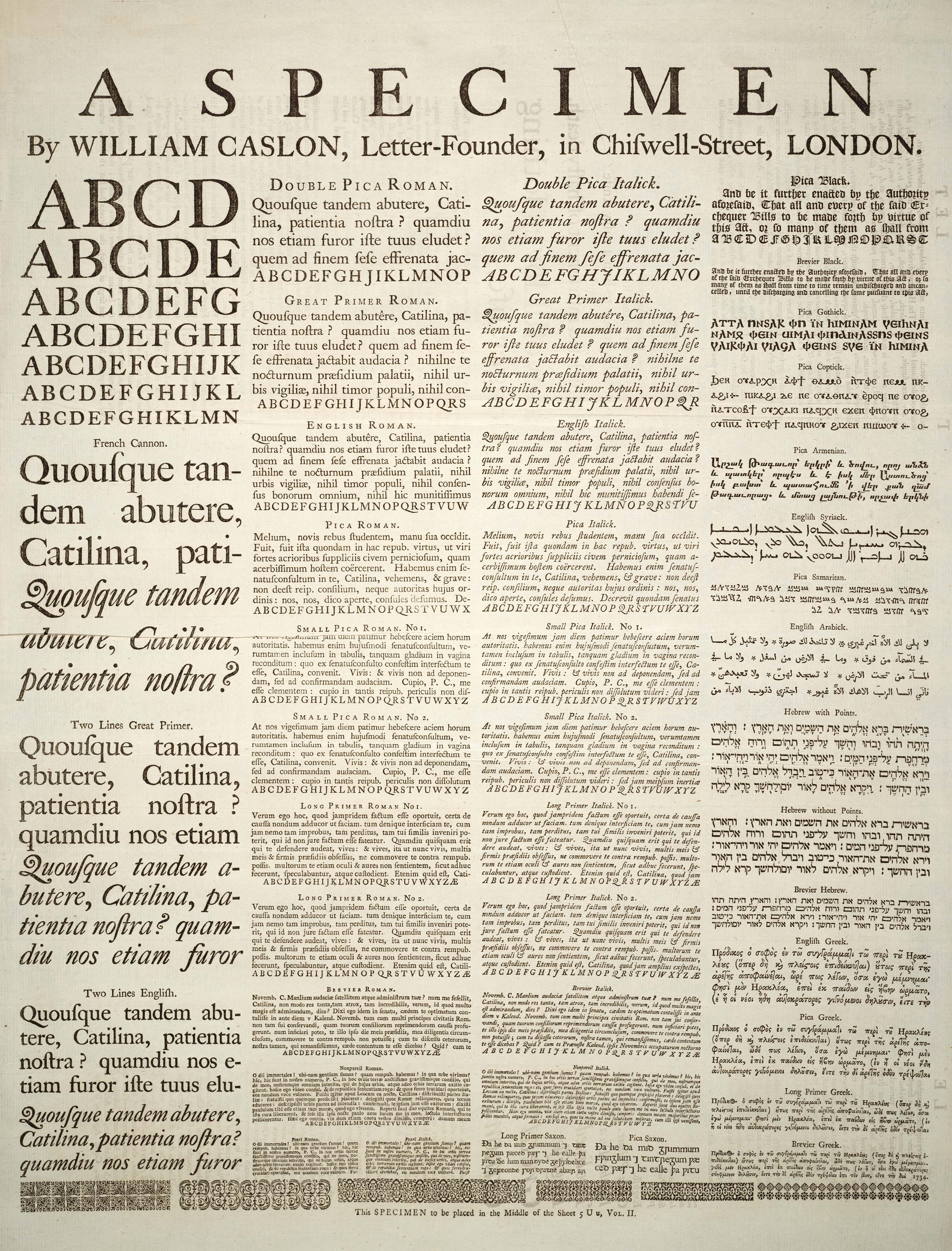
William Caslonのローマン体サンプル

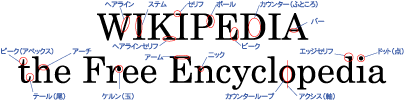
書体の構成要素

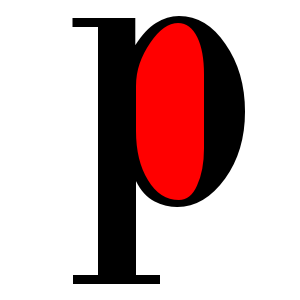
赤く強調された'p'のカウンター。閉じた部分をカウンターと呼び、A、B、D、O、P、Q、R、a、b、d、e、g、o、p、q や記号 0、4、6、8、9などである。
また、C、h、3などの開口部（aperture）を持つものはオープンカウンターという。

タイポグラフィ（英: typography）は、文章を印刷するために活字を組版して活版を作る技法のことで、ひいては、その際に見栄えや視認性を良くするために文字の体裁を整える技芸である。これに対して、図形を印刷するための技法には、例えば石版（リトグラフ）を用いるリトグラフィなどがある。
タイポグラフィの領域はその周縁においては、木版を用いて文字を印刷する整版、見出し用途のための木活字の使用、やはり木活字を使用する古活字版、さらにはレタリングやカリグラフィ、東アジアの書芸術と、技術的内容においても審美的様式においても、深く連関する。

## 概要
印刷物の読みやすさである可読性や、視認性、そしてその美しさを得るために、活字の配置・構成やその属性すなわち書体、字体の大きさ（ウェイト）、行と行との間隔（レディング）、文字と文字との間隔（カーニング及びスペーシング）、印刷紙面上での活字が占める領域の配置・構成（レイアウト）などを設定し、経済的に効率良く印刷物を出版することが初期タイポグラフィであった。但し、活版印刷だけをタイポグラフィとは言わず、字体の集合であるグリフ及びファミリーが存在している限り、古い文献などから見られる色々なグリフも立派なタイポグラフィーの一部である。活版印刷技術から派生した芸術や、デザイン性もタイポグラフィの一つである。現在では印刷物に限らず、様々なデザインの中で見ることができる。タイポグラフィを専門とする職業及び職人、テクニシャンをタイポグラファーという。
文学
文学におけるタイポグラフィの起源を遡及することは困難だが、古くからあるコンクリート・ポエトリーなどにその成果を見ることができる。詩や小説においてタイポグラフィは頻繁に活用され、小説ではマーク・Z・ダニエレブスキー『紙葉の家』や、レイモンド・フェダマンの『嫌ならやめとけ』、サルバドール・プラセンシア『紙の民』にその例を見ることができる。

## 歴史

### 萌芽
タイポグラフィは活版印刷と共に始まった。マインツのヨハネス・グーテンベルク (Gutenberg, Johannes) が印刷した『グーテンベルク聖書』（四十二行聖書）（1455年ごろ）は、当時の書写の様式に従って、ゴシック体や、飾り文字、イルミネーションなどを駆使した書籍を大量に作るために用いられた。グーテンベルクの刊本は、複数の文字を連結して単一の活字に鋳造したリガチャ（合字）を多用し、写本の形式を外れないよう考慮されていた。グーテンベルク以降の15世紀の鋳造活字印刷物をとくにインキュナブラと呼ぶ。インキュナブラの時代は、活版印刷の伝播と書体の開発がおもに着目される。マインツから伝播した活版印刷は、広くヨーロッパに伝播した。ゴシック体は数種の書体の総称で、また活字は印刷所によって微妙に異なり、ほとんどの印刷所で使われた。イタリアでは、人文主義者などの筆記体を参考にローマン体、イタリック体活字が製作されるなど、写本から活版本への移行の準備が進んでいった。

### 日本語でのタイポグラフィ
日本語で西洋式の鋳造活字による活版印刷術が伝わったのは、キリシタン版（きりしたん版、切支丹版）からである。キリシタン版は、イエズス会の宣教において、教化に必要なラテン語の書物の印刷を図って1590年に印刷機が導入され、加津佐に置かれたのに始まる。しかし、キリシタン版では、国字本と呼ばれる漢字やかな交じりの書物も開版され、その書体には行書体が用いられた。縦書き、縦置きの紙面を再現するために、欧文の印刷で左から右に活字を組んでいくのを、縦のラインに看做して、90度回転させて字を並べることで、高さは固定で幅は自由である欧文活字のしくみを、幅を固定とし、縦の長さは自由とすることができ、それによって仮名の連綿、文字の大小などを再現した。連綿体を活字にしたのはキリシタン版が最初である。一つの字体に対して複数の字形を用意することで、書写体の再現を図った。片面印刷で袋綴装を行っていたのも注目される。これらは、読者対象を民衆にしたためだとされる。キリシタン版は1614年、キリシタンの追放令と共に終焉を迎えた。
日本における初期タイポグラフィとの関連では、鋳造活字を基本とする西洋のタイポグラフィと技術的には同じではないが、慶長年間に開版された嵯峨本の連綿活字が重要な成果としてある。嵯峨本は木活字を用いたが、キリシタン版などの活字版印刷の影響を受けたものといわれる。嵯峨本ではグリッドシステムのようなものに活字を並べ、連綿は縦の長さを整数倍した活字でなされたとされる。角倉素庵や本阿弥光悦の字を彫ったものといわれる。嵯峨本などを含む、木活字版を古活字版と呼ぶ。木活字による印刷は発行部数の増加と共に減衰、経典や学術本の印刷に用いられるのみになり、整版へと主流が移ったが、整版の様式に嵯峨本などは大きな影響を与えたとする説がある。木版印刷が進行していく中で字形の固定化が進んだ。
再び西洋式の鋳造活字を用いた活版印刷術の模索が始まるのは、幕末が近づき、俄かに西洋と日本との交流が始まった頃である。長崎版、蕃書調所版や幾多の民間版などの自家での活字鋳造による洋書印刷による受容が見られた後、本木昌造による長崎町版、大鳥圭介の縄部館版、島霞谷の大学東校や文部省官版、三代木村嘉平による初の蝋型電胎法による活字鋳造などによる日本語活字の模索がなされた。大島や島のものは一定の成果を収め、出版点数も多いが、木村によるものは、活字が作られたのみに終わり、本木のものも2点が確認されるのみであった。これらの活字を用いて出版されたものに共通する特徴は、洋書、特に教本の翻訳を印刷するために使われたということである。版面は、木活字版のレイアウトに基づいており、書体も明朝体や楷書体など、木活字版によく見られるものであった。
1869年に長崎鉄工所でウィリアム・ギャンブル（ガンブル、Gamble, William）より東洋学勃興以来の成果である明朝体活字の将来を受けた。このとき講習を受けた面々より、本木に従い新街活版、東京築地活版製造所へ移った組、残って工部省勧工寮、大蔵省印刷局へと異動した組へ分かれた。まずこの印刷術が利用されたのは布達などの政府からの通達の印刷においてであった。中央政府より各県へ送られた布達は、さらに郡市、町村へ複製し送る必要があり、その効率を上げるために活版印刷が採用せられたのである。新街活版から東京へ派遣された平野富二は、この採用を通じて利益を上げていった。秀英舎などの新興印刷所、新聞社への納入などで次第にシェアを押さえていった。新興印刷所などの出版物では、整版・木活字版で分かれていた読者層に対するレイアウトや書体の別がそのまま残される形で印刷されていた。
伝統的に平仮名は一字一字で大きさが大きく異なっているものであり、キリシタン版ではそれをできるだけ再現してあったが、美華書館までにすでに完成していた正方形の漢字活字に合わせるために、仮名も決まった枠の中に作る必要があった。新街活版にて最初に作られたと見られる仮名は、二・三・四号のもので、池原香稚（穉）の筆になり、大島の仮名とも似て、整版に見られた種類のものであった（1872年-）。これはまだ、特に正方形に字形を変形しようとはせず、流麗な字様であった。この頃試された仮名にかなのくわいによる冊子や新聞などには、また別様の仮名が見られるが、これも製版に見られる種類のもので、1874年ごろに新街活版が新製する仮名は、一号から六号までそろえられ、この種類であった。こちらは、池原のものに比べ、正方形にしやすい書体であったが、それでも正方形に入れるための変形は大きかった。このころはまだ、平仮名は整理されておらず、いまの変体仮名もまだ多用されていた。しかし、池原のものではほぼ全字に同じであったといってよい字様も、新しい仮名では、主体をなす仮名と、別体の仮名とで、字様が異なりだす。別体のものには、主体のものに比べて、正方形の枠を意識した変形のあとが少ないのである。
漢字活字の開発としては、1876年の新街活版の印刷物に三号の行書が見えている。1876年より、弘道軒清朝体が発売されるなど、明朝体以外の書体開発もなされていた。美華書館将来の活字は、築地活版において改刻が進められ、1890年代ごろに大体完成する。その頃までには、隷書体やゴシック体なども開発する企業が出て、明朝体も築地活版以外に印刷局などの参入があるなど、活発な開発の様相を呈した。これらの活字書体は、書き文字の多様性を反映したものと考えられ、本文に使われる活字の大きさよりも大きいもの、見出しなどの書体として使われた。
この頃句読点の和文への導入も試みられた。西欧の版面に倣ったものであるが、それまでも漢文訓読で用いられていた「。」や「、」などを、和文の表記でも使うようにしたのである。書き文字と比べて句や文の切れ目が印刷したものでは判別しにくかったのも手伝って普及した。